# 1123 (numero)
Millecentoventitré (1123) è il numero naturale dopo il 1122 e prima del 1124.

## Proprietà matematiche
- È un numero dispari
- È un numero primo
- È un numero positivo

## Astronomia
- 1123 Shapleya è un asteroide della fascia principale del sistema solare